# Elizabeth Talbot
Elizabeth Talbot (1582 –1651) va ser coneguda per recopilar en un llibre les receptes mèdiques més populars de la seva època, en una obra que va difondre's àmpliament entre la noblesa i la burgesia. Posteriorment va escriure també un llibre de cuina. En ambdós feia ús del coneixement de plantes i l'escriptura s'emmarcava en el desig de compartir remeis per poder ajudar els pobres que no es podien pagar les atencions d'un metge, una visió compartida per altres dones de famílies benestants angleses.
Casada amb Henry Grey, que heretaria el títol de comte de Kent, i filla de Gilbert Talbot, comte de Shrewsbury, durant la seva vida va patrocinar poetes i artistes amb pocs recursos. Va crear a casa seva un cercle de discussió intel·lectual amb diversos actes socials, on convidava científics de disciplines diverses.